# 상상이상이상길
상상이상이상길(본명: 이상길, 1997년 6월 14일 ~ )은 대한민국의 싱어송라이터이다. 제6회 전국 대학가요제 인기상을 수상하였다.  

## 개요

### 학력
- 서울 신도고등학교 (졸업)
- 연세대학교 신소재공학, 전기전자공학 (재학)

### 음악 활동
2018년 EP [SS2S Sky]로 데뷔했으며, 은유법과 상징을 통해 가사에 과학 이론을 활용하는 것이 특징이다. 작사·작곡, 악기 연주 능력뿐만 아니라, 믹싱, 마스터링, 아트워크, 뮤직비디오 제작 등 엔지니어링적인 능력도 갖추고 있어 앨범 프로듀싱 전과정을 혼자 해내는 원맨 밴드이다. 랩/힙합, EDM, 하우스, 록 등 다양하고 넓은 스펙트럼의 장르를 다룬다.
2019년 입대하여 미군부대에서 카투사로 복무, 2021년 병장 만기전역하였다. 2021년 8월 5일 "여름이니까 (2021)"로 2년만에 컴백하였고, 이듬해 2월과 8월 각각 싱글 "꿈의 항해"와 EP "꿈결파"를 발매하며 커리어를 계속 이어가고 있다.

### 유튜브
2021년 9월부터 개인 유튜브 채널에서 매시업을 주 컨텐츠로 다루면서 채널 구독자 수가 급성장했다. 매시업 외에도 음악과 관련된 다양한 컨텐츠를 업로드하고 있으며, 공식 아티스트 배지가 있다. 구독자 수는 (2022년 10월 16일 기준) 약 20만 명이다.

## 음반 목록

### 싱글 앨범
| 발매일     | 앨범명            | 수록곡                    | 작사           | 작곡           | 편곡           |
| ---------- | ----------------- | ------------------------- | -------------- | -------------- | -------------- |
| 2019.01.04 | 테라포밍          | 테라포밍                  | 상상이상이상길 | 상상이상이상길 | 상상이상이상길 |
| 2019.01.04 | 테라포밍          | 테라포밍 (Inst.)          | 상상이상이상길 | 상상이상이상길 | 상상이상이상길 |
| 2019.03.07 | 물 Physics        | Love Circuit (Feat. 효선) | 상상이상이상길 | 상상이상이상길 | 상상이상이상길 |
| 2019.03.07 | 물 Physics        | Love Circuit (Inst.)      | 상상이상이상길 | 상상이상이상길 | 상상이상이상길 |
| 2019.05.09 | 화 Chemistry      | inert                     | 상상이상이상길 | 상상이상이상길 | 상상이상이상길 |
| 2019.05.09 | 화 Chemistry      | inert (Inst.)             | 상상이상이상길 | 상상이상이상길 | 상상이상이상길 |
| 2019.07.11 | 생 Life           | Photoblastic Jam          | 상상이상이상길 | 상상이상이상길 | 상상이상이상길 |
| 2019.07.11 | 생 Life           | Giant Tree                | 상상이상이상길 | 상상이상이상길 | 상상이상이상길 |
| 2019.09.05 | 지 Earth          | 밤이 오면                 | 상상이상이상길 | 상상이상이상길 | 상상이상이상길 |
| 2019.09.05 | 지 Earth          | 달무리                    | 상상이상이상길 | 상상이상이상길 | 상상이상이상길 |
| 2021.08.05 | 여름이니까 (2021) | 여름이니까 (2021)         | 상상이상이상길 | 상상이상이상길 | 상상이상이상길 |
| 2022.02.05 | 꿈의 항해         | 꿈의 항해                 | 상상이상이상길 | 상상이상이상길 | 상상이상이상길 |

### EP
| 발매일     | 앨범명     | 트랙 | 수록곡                               | 작사                 | 작곡           | 편곡                   |
| ---------- | ---------- | ---- | ------------------------------------ | -------------------- | -------------- | ---------------------- |
| 2018.10.31 | SS2S Sky   | 6    | 기운 내 어쿠스틱                     | 상상이상이상길       | 상상이상이상길 | 상상이상이상길         |
| 2018.10.31 | SS2S Sky   | 6    | 여름이니까 (Feat. HAN, GLaNCE, 효선) | 상상이상이상길, HAN  | 상상이상이상길 | 상상이상이상길         |
| 2018.10.31 | SS2S Sky   | 6    | 하늘고래 *Title                      | 상상이상이상길       | 상상이상이상길 | 상상이상이상길         |
| 2018.10.31 | SS2S Sky   | 6    | 하늘고래 (Band Ver.) (Feat. 설)      | 상상이상이상길, 설   | 상상이상이상길 | 상상이상이상길         |
| 2018.10.31 | SS2S Sky   | 6    | Musician (Feat. 효선)                | 상상이상이상길       | 상상이상이상길 | 상상이상이상길         |
| 2018.10.31 | SS2S Sky   | 6    | 재수생 (Nooka Hooka Remix)           | 상상이상이상길       | Nooka Hooka    | Nooka Hooka            |
| 2019.11.07 | SS2Science | 8    | 테라포밍                             | 상상이상이상길       | 상상이상이상길 | 상상이상이상길         |
| 2019.11.07 | SS2Science | 8    | 펀치플레인 (Feat. ILLS) *Title       | 상상이상이상길, ILLS | 상상이상이상길 | 상상이상이상길         |
| 2019.11.07 | SS2Science | 8    | Love Circuit (Feat. 효선)            | 상상이상이상길       | 상상이상이상길 | 상상이상이상길         |
| 2019.11.07 | SS2Science | 8    | inert                                | 상상이상이상길       | 상상이상이상길 | 상상이상이상길         |
| 2019.11.07 | SS2Science | 8    | Giant Tree                           | 상상이상이상길       | 상상이상이상길 | 상상이상이상길         |
| 2019.11.07 | SS2Science | 8    | 밤이 오면                            | 상상이상이상길       | 상상이상이상길 | 상상이상이상길         |
| 2019.11.07 | SS2Science | 8    | 테라포밍 (Rock Ver.)                 | 상상이상이상길       | 상상이상이상길 | 상상이상이상길         |
| 2019.11.07 | SS2Science | 8    | 테라펑크 (Epilogue) *Title           | 상상이상이상길       | 상상이상이상길 | 상상이상이상길         |
| 2022.08.11 | 꿈결파     | 8    | 파동                                 | 상상이상이상길       | 상상이상이상길 | 상상이상이상길         |
| 2022.08.11 | 꿈결파     | 8    | 암거나 *Title                        | 상상이상이상길       | 상상이상이상길 | 상상이상이상길         |
| 2022.08.11 | 꿈결파     | 8    | 우리의 여름이니까 (Feat. 줄리)       | 상상이상이상길       | 상상이상이상길 | 상상이상이상길, 허지욱 |
| 2022.08.11 | 꿈결파     | 8    | 여름이니까 (Dream Ver.)              | 상상이상이상길       | 상상이상이상길 | 상상이상이상길         |
| 2022.08.11 | 꿈결파     | 8    | 여름이니까 아카펠라                  | 상상이상이상길       | 상상이상이상길 | 상상이상이상길         |
| 2022.08.11 | 꿈결파     | 8    | 꿈의 항해                            | 상상이상이상길       | 상상이상이상길 | 상상이상이상길         |
| 2022.08.11 | 꿈결파     | 8    | 암거나 (Inst.)                       |                      | 상상이상이상길 | 상상이상이상길         |
| 2022.08.11 | 꿈결파     | 8    | 우리의 여름이니까 (Inst.)            |                      | 상상이상이상길 | 상상이상이상길         |

### 참여
- 편곡
  - 2019.05.20 마들렌 - 싱글 "HAVME!"
  - 2019.06.13 마들렌 - 정규 [(We've Been on) Yellow Wave]

- 피쳐링
  - 2019.06.13 마들렌 - "옥생각 (Feat. 상상이상이상길)"

## 음반 외 활동

### 대학가요제
- 2021년 제3회 청춘 대학가요제 본선 진출
- 2021년 제6회 전국 대학가요제 인기상 수상